# スーパー林道
スーパー林道（スーパーりんどう）は、かつて日本で作られていた高規格林道。正式名称は、特定森林地域開発林道（とくていしんりんちいきかいはつりんどう）。1970年代以降に建設された大規模林道とは異なる。

## 解説
1965年、森林開発公団が林業振興を目的に、未開発の森林地帯に高規格林道の建設を開始。1990年に奥鬼怒スーパー林道が完成するまで計23路線、総延長1,791 kmが建設された。高規格といっても一般の林道と比べての話であり、幅員は二車線の幅（4.6 m - 5.0 m程度）で未舗装の道路も多かった。現在も未舗装区間は存在する。
スーパー林道は本来の林業振興のほか都道府県道や市町村道の肩代わり、観光客や登山者の誘致など、地元からは強い期待が寄せられたが、富山県黒部市と新潟県糸魚川市を結ぶ計画線など「森林開発の効果が期待できない」として調査が行われた後に着工が見送られたケースも存在する。また、脊梁山脈や国立公園を横断するルートも多かったことから、南アルプススーパー林道などを中心に各地で自然保護を目的とした激しい建設反対運動が行われ、自然破壊の典型例としてしばしば新聞紙面などをにぎわせた。

## スーパー林道の現在
林道は完成後、地元市町村などへ管理が移管されるため、建設が終了した現在、スーパー林道という枠で全体像を俯瞰することが困難である。元々、林道以外の目的も期待されて建設が推進されていたこともあり、市町村道から都道府県道、部分的に国道へ昇格した道もあるほか、白山白川郷ホワイトロードのように有料観光道路化したものもある。これら林道として建設された後、都道府県道、市町村道に認定された道は、林道の集計には反映されない。一方で、田沢スーパー林道や上高地乗鞍スーパー林道のそれぞれ一部区間のように、使命を終えて事実上管理が行われなくなった道（区間）も存在する。